# Šišinec
Šišinec falu Horvátországban, Sziszek-Monoszló megyében. Közigazgatásilag Lekenikhez tartozik.

## Fekvése
Sziszek városától légvonalban 23, közúton 31 km-re nyugatra, községközpontjától légvonalban 18, közúton 28 km-re délnyugatra, a 36-os számú főúttól délre, a Kulpa bal partján fekszik. Délkeleti része teljesen összeépült a szomszédos Brkiševinával.

## Története
Területe a 13. századtól a topuszkai cisztercita apátsághoz tartozott. A 15. században nemesi birtokként, praediumként említik. Az 1576 után egyre gyakoribb török pusztítások miatt 16. század végére alig maradt jobbágy a településen. A ciszterciek 16. századi távozásával a birtok a zágrábi püspökségé lett. A püspökség a török elleni védelem céljából toronyvárat épített a határában, melyet 1585-ben említenek először. A térség csak a 17. században népesült be újra. A török veszély csökkenésével az apátság egykori területeit a zágrábi püspökség a lakosság számában elszenvedett veszteséget Boszniából áttelepített horvátokkal próbálta pótolni.
A településnek 1857-ben 245, 1910-ben 348 lakosa volt. A 20. század első éveiben a kilátástalan gazdasági helyzet miatt sokan vándoroltak ki a tengerentúlra. 1918-ban az új szerb-horvát-szlovén állam, majd később Jugoszlávia része lett. A második világháború idején a Független Horvát Állam része volt. A háború után a béke időszaka köszöntött a településre. Enyhült a szegénység és sok ember talált munkát a közeli városokban. A falu 1991. június 25-én a független Horvátország része lett. 2011-ben 78 lakosa volt.

## Népesség
| Lakosság változása | Lakosság változása | Lakosság változása | Lakosság változása | Lakosság változása | Lakosság változása | Lakosság változása | Lakosság változása | Lakosság változása | Lakosság változása | Lakosság változása | Lakosság változása | Lakosság változása | Lakosság változása | Lakosság változása | Lakosság változása |
| ------------------ | ------------------ | ------------------ | ------------------ | ------------------ | ------------------ | ------------------ | ------------------ | ------------------ | ------------------ | ------------------ | ------------------ | ------------------ | ------------------ | ------------------ | ------------------ |
| 1857               | 1869               | 1880               | 1890               | 1900               | 1910               | 1921               | 1931               | 1948               | 1953               | 1961               | 1971               | 1981               | 1991               | 2001               | 2011               |
| 245                | 244                | 251                | 299                | 290                | 348                | 333                | 347                | 315                | 324                | 263                | 185                | 150                | 104                | 65                 | 78                 |

## Nevezetességei
- Szent Márta tiszteletére szentelt római katolikus plébániatemploma[4] a település közepén, a Kulpa feletti magaslaton áll. 1758-ig egy fatemplom állt a helyén, melyet 1739-ben a plébánia alapításakor Kulpatőről (Pokupsko) hoztak át. A mai templomot 1758-ban építették Branjug és Thauszy zágrábi püspökök támogatásával. Felszentelése 1771-ben történt. Az épület klasszicizáló barokk stílusú, egyhajós csarnoktemplom kétrészes szentéllyel, lapított íves apszissal. A homlokzat felett áll a barokk hagymakupolás harangtorony. Az épülethez északról sekrestye és oratórium csatlakozik. Belső tere boltozott, kupolás, a sekrestye csehsüveg boltozatú, míg a kórusnak dongaboltozata van. A hajó falai festettek, pilaszterekkel tagoltak. A templomot a délszláv háborúban súlyos károk érték, harangtornya leomlott. A háború után részben újjáépítették, belül restaurálták. Öt oltára van, melyek közül kettő a templom építésének idejéből származik, míg a főoltárt 1911-ben építették. Eredeti még a barokk szószék. A templom mellett áll a plébánia barokk épülete.
- Šišinec török kori erődje a plébániatemplomtól délkeletre, a ma Turčinovecnek nevezett helyen állt, mára nyoma sem maradt.